# Ska
Pour l’article homonyme, voir SKA pour le Square Kilometre Array.
 (mars 2015).
Si vous disposez d'ouvrages ou d'articles de référence ou si vous connaissez des sites web de qualité traitant du thème abordé ici, merci de compléter l'article en donnant les références utiles à sa vérifiabilité et en les liant à la section « Notes et références ».
Sous-genres
Skacore
Genres dérivés
Rocksteady, reggae
Genres associés
2 tone, ska jazz, ska pop, ska punk, spouge
Le ska est un style musical apparu en Jamaïque à la fin des années 1950. Il se caractérise par un son rythmé, reconnaissable au contretemps marqué par la guitare, un piano et parfois un instrument de la famille des cuivres. Il est diffusé internationalement grâce notamment au label Island Records de Chris Blackwell. Laurel Aitken, Toots & The Maytals ou encore Desmond Dekker & The Aces et The Skatalites ont été des pionniers de ce style musical. Il aboutit au rocksteady puis au reggae, et leur survit avec des revivals réguliers.

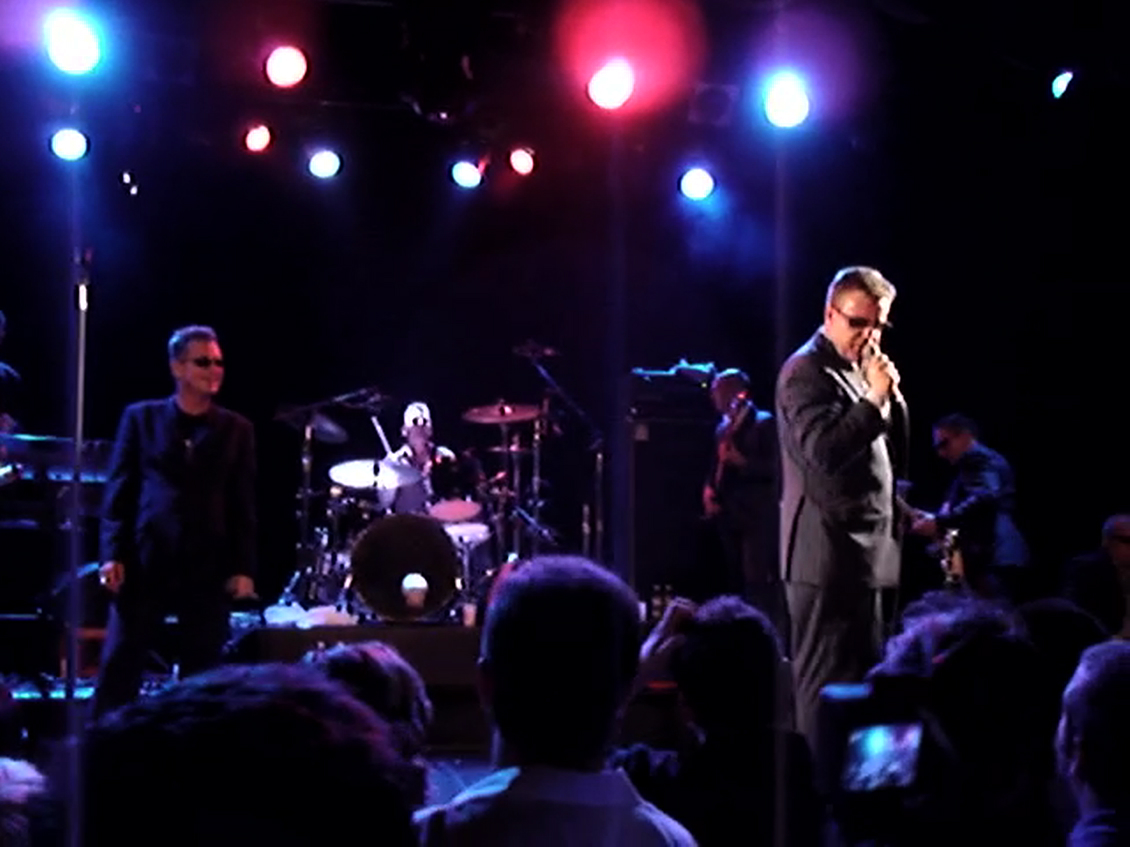
Madness en concert aux Bimbos en 2005

## Histoire
Au début des années 1950 en Jamaïque, île dépendante alors du Royaume-Uni, la grande majorité des habitants sont d'origine africaine. La vie y est rude. Les Noirs n'ont pas le droit de vote, la violence n'est pas rare, que la religion, bien que très présente, ne parvient pas à endiguer. Le gangstérisme et surtout les émeutes sont une plaie chronique, et seuls les « bakras », riches blancs implantés en Jamaïque, ont une vie aisée. Musicalement, plusieurs îles des Antilles font danser la population sur différents rythmes : le merengue dominicain, le kompa haïtien, le calypso de Trinité très en vogue, le son cubain, la biguine de Martinique. Le folklore local, le mento jamaïcain, est quant à lui composé d'influences européennes, bantoues et ouest-africaines. Son rythme 4/4 est doux, contrairement au calypso bien plus rythmé avec son tempo 2/2. Ce dernier est surtout joué pour les touristes de l'île. Les musiciens locaux jouent aussi du slack, chansons paillardes qui font rire le public, pour oublier la dureté de la vie.
Ceux qui possèdent une radio peuvent capter les ondes de Wins, la radio américaine de Miami, la seule qui parvienne en Jamaïque ; on y passe principalement du rhythm and blues et du jazz — musiques qui ont déferlé sur l'île grâce aux disques amenés par les GI's basés à Kingston durant la Seconde Guerre mondiale. Les jazzmen noirs américains ont alors représenté un exemple et une lueur d'espoir pour les Jamaïcains des ghettos qui se sont mis à jouer tous les soirs, en plein air dans les parcs de Kingston, les chansons américaines qu'ils essayaient de reproduire, mêlées aux rythmes qu'ils savaient déjà jouer (mento, calypso, merengue), produisant leur propre rhythm and blues, le Jamaican boogie ou Jamaican R&B. Un son nouveau prend forme, avec une basse plus puissante et un rythme de guitare syncopé et plus rapide, comme avant-goût du ska : le shuffle.
En 1950, les disques 45 tours en vinyle et les sonos mobiles font leur apparition, donnant alors très vite naissance aux sound systems dans lesquels on peut danser à bas prix un peu partout dans l'île. La concurrence devient sauvage : les disc jockey sont obligés d'enlever les étiquettes de leurs disques pour être les seuls à les connaître et ainsi les posséder. Au tout début des années 50, Stanley Motta réalise les premiers enregistrements pour concurrencer le calypso, mais sur l'île on attend en réalité un son nouveau, plus branché, plus dansant que le R&B américain.
La déferlante rock n' roll s'abat sur l'île avec notamment Fats Domino et Little Richard ; ce nouveau style mêlé au boogie-woogie, au gospel, déjà très présent dans l'île, au mento local, au jazz, au scat, au calypso, au merengue, aux musiques africaine et cubaine ainsi qu'à la culture de la rue, formera un cocktail détonant qui aboutit au son que tous les Jamaïcains attendaient : le ska. Le succès est au rendez-vous et les sound systems se multiplient dans l'île : les gens se pressent pour venir danser sur ce rythme endiablé, qui porte aussi chez certains artistes la franche aspiration à l'indépendance et diffuse l'idée que la Jamaïque, capable de créer sa propre musique, est aussi capable de créer son propre avenir. 
En 1955, Duke Vin (en) crée le premier sound system jamaïcain à Londres, ville où les émigrés de l'île affluent à la recherche de travail. En 1959, Chris Blackwell enregistre des dubplates, qu'il teste dans les sound systems avant de faire presser ceux qui ont marché. Les juke-boxes se répandent, aidant également à la diffusion de la musique. C'est la naissance de l'industrie musicale jamaïcaine. En 40 ans, l'île va alors produire plus de 100 000 disques, avec parfois plus de 200 singles par semaine. La musique étant un des rares moyens pour sortir de la misère, il faut produire, toujours produire, car les enregistrements sont mal payés et les producteurs pas toujours honnêtes. Il faut donc jouer le plus possible, d'où cette extraordinaire production.

### Débuts
Aux États-Unis, les mouvements noirs sont très actifs à la fin des années 1950 afin de mettre fin à la ségrégation raciale qui existe encore dans les États du Sud. Au fil du temps, la syncope du boogie basé sur le contretemps s'accentue au point de devenir le temps fort du rythme. Le ska se dégage peu à peu des différents styles, caractérisé par ce rythme syncopé marqué par un temps fort sur les deuxième et quatrième temps de la mesure. Le jeu de guitare correspond au contretemps du R&B et au piano du boogie. Les cuivres sont ajoutés pour les solos de jazz, ainsi qu'une contrebasse très en avant, comme pour le merengue, le calypso et le mento. Souvent, les morceaux joués sont instrumentaux, frénétiques et soutenus. En 1960, le ska se distingue et devient un genre à part entière. Aussi, certains [Qui ?] affirment que le mot « ska » est né du son que produit la façon sèche de plaquer des accords sur la guitare, d'autres [Qui ?] affirment que ce mot est la déclinaison du mot skavoovee, crié par un pianiste qui a participé à l'émergence du genre.
Prince Buster, décidant de se démarquer du R&B, préfère accentuer l'identité purement jamaïcaine de sa musique, tout comme Coxsone. En 1961, les sound systems et les producteurs se multiplient. Avec les succès beaucoup se délocalisent au Royaume-Uni. Et un an plus tard, Chris Blackwell, d'Island Records, a l'idée d'y distribuer des disques de ska, là où les émigrés peuvent se permettre d'en acheter. 1962 est aussi l'année de l'indépendance de la Jamaïque liée jusqu'alors au Royaume-Uni. C'est une indépendance non seulement territoriale, mais aussi musicale, car le ska incarne maintenant l'identité de la nouvelle nation qui ne cesse de danser au rythme des cuivres, l'espoir et l'optimisme sont retrouvés. Coxsone construit un studio d'enregistrement indépendant qui deviendra le mythique Studio One. De 1962 à 1967, la marque britannique Blue Beat publie 600 45 tours produits en Jamaïque par Prince Buster : le ska sera souvent associé, au Royaume-Uni, au nom « blue beat », qui désigne donc une marque et non pas cette musique. Les disques sont le plus souvent pressés dans les usines américaines Federal Records.
En 1964, c'est l'explosion avec le premier hit international My Boy Lollipop de Millie Small sur le label Island Records de Blackwell. Tournant décisif aussi, la formation des Skatalites ; s'ensuivront des dizaines de reprises des vieilles chansons R&B version ska. Le style ska est désormais une tendance positive ou négative. Les rude boys, jeunes voyous jamaïquains des ghettos tombés dans la délinquance et semant la terreur, adoptent un nouveau look caractéristique : treillis militaires, pantalons pattes d'éph, T-shirts décolorés, badges, cheveux longs… En 1965, Duke Reid monte son studio d'enregistrement ; Martin Luther King, pasteur pacifiste, est accueilli à Kingston en grande pompe, ce qui redonne espoir aux habitants, mais n'empêche pas la misère et la violence de s'accroître. Les musiciens appellent souvent, dans leurs lyrics, les rude boys à se calmer et à s'assagir en arrêtant de semer la terreur à tous les coins de rue. La musique devient le seul moyen de se sortir du ghetto. Cette violence et cette hargne se ressentent dans le rythme de plus en plus frénétique du ska, qui redevient soudainement très lent, annonçant ainsi les prémices du rocksteady. On[Qui ?] raconte que le rythme s'est mis à ralentir à cause des vagues de chaleur de l'été 1964, les danseurs ne pouvant plus soutenir le rythme effréné de cette musique.

### Transition rocksteady
Le ska est peu à peu supplanté par le rocksteady, jusqu'à ce que ce dernier soit considéré à partir de 1966 comme la soul locale. Prince Buster multiplie les classiques, notamment un duo avec Lee « Scratch » Perry. Judge Dread chantera Je t'aime… moi non plus, de Gainsbourg. En Jamaïque en 1966 Hailé Sélassié fait une visite qui recentre l'ensemble de la population vers les croyances spirituelles originellement africaines, les rastafaris adoptent l'usage de la marijuana. Au Royaume-Uni, Chris Blackwell fonde la maison de disques Trojan Records, spécialisée en musique jamaïcaine. Au-delà de son rythme plus lent que le ska, le rocksteady offre plus de clavier et plus de chant, mais moins de cuivres et d'instrumentaux. La contrebasse est souvent remplacée par la basse électrique. Cette fois, le temps fort marqué sur le troisième temps. On trouve surtout des trios de rocksteady chantant des chansons d'amour. Le chanteur est bien mis en avant, le musicien est confiné dans les studios et le producteur supervise tout de A à Z.

### Révolution reggae
En 1969, tandis que dans les endroits où l'on danse vibrent au son du rocksteady, Desmond Dekker chante son tube « Israelites » sur un rythme innovant, plus rapide que le rocksteady, le reggae. Plusieurs artistes revendiquent le titre de premier chanteur de reggae, comme Stranger Cole et Lester Sterling, Larry et Alvin, Bob Marley, The Beltones, The Maytals ou Lee « Scratch » Perry. De 1969 à 1970, le reggae est appelé a posteriori « early reggae », prédominé par la basse et joué sur un tempo plus rapide, dû aux influences du mento local, encore très rythmé. Pour une croche jouée en rocksteady, un musicien reggae en joue deux. Un style est né et se répand partout. Popularisé par une myriade d'artistes locaux talentueux, mais aussi par les reprises de stars internationales blanches telles que Eric Clapton ou Neil Diamond qui lui ouvrent de nouveaux marchés, le reggae devient rapidement mondial, accompagnant l'expansion du mouvement rastafari avec ses dreadlocks et sa feuille de cannabis sur les tee-shirts rasta.
Pour la petite histoire, le reggae s'appelait à ses débuts « streggae », ce qui désignait une fille facile, qui « danse » avec tous les hommes. Le slack est en effet toujours présent dans la culture locale et rappelle le côté machiste de la musique jamaïcaine. Mais ce nom aurait paru trop péjoratif au goût des radios de l'époque et le streggae serait devenu le reggae. Frederick « Toots » Hibbert (Toots & The Maytals) revendique une autre version, revendiquant la paternité, si ce n'est du genre, du moins du nom qui viendrait de regular (régulier), prononcé à la manière locale « regaelar », pour décrire le tempo du nouveau genre musical.
Puis le rythme évolue encore, devenant plus lent, au tempo medium, appelé le reggae one-drop entre 1970 et 1972.
En Jamaïque, comme à la fin des années 1950, la population réclame des nouveautés et des innovations musicales. Les artistes remixent alors les morceaux destinés aux dancehalls, il s'agit du dub, nouvelle dimension de la musique jamaïcaine. Les versions purement instrumentales sont gravées en face B du 45 tours ; des effets d'écho (reverb) sont ajoutés sur les voix. En live, les DJ n'hésitent pas à prendre le micro pour se laisser aller à leur délire musical : ils « toastent ». Dans le Royaume-Uni de la fin des années 1960, en particulier grâce au label Trojan Records qui publie alors la majeure partie des disques de reggae, les skinheads, jeunes des banlieues ouvrières de Londres descendant des Mods, raffolent particulièrement de ce nouveau rythme. De là naîtra le skinhead reggae. Après en avoir été fanatiques en 1970, en 1971 les skinheads violents commencent à se désintéresser un peu de cette musique dont le tempo se ralentit avec l'arrivée des thématiques rastas dans les morceaux. L'année suivante, 1972, apparaît comme décisive pour la Jamaïque ; le dub s'affine en séparant les pistes de basse, de batterie, de voix et des autres instruments, en réalisant des mixages plus créatifs et aussi plus complexes, annonçant la fatale arrivée de la musique technoïde quelques années plus tard. C'est aussi en 1972 que le reggae entre dans sa troisième phase d'évolution : après le early reggae et le one-drop, un nouveau rythme apparaît, au tempo encore plus lent que pendant la deuxième phase, mais plus rapide que le rocksteady, avec une basse qui s'alourdit encore plus. C'est le reggae moderne qui intéressera de plus en plus les premiers groupes punk rock du Royaume-Uni, notamment les Clash à partir de 1976, qui le mêleront souvent à leur répertoire. Parallèlement, le pays doit encaisser deux nouveaux coups durs : le dollar s'effondre, l'élite intellectuelle s'exile aux États-Unis laissant l'île sans capitaux, les violences dues aux élections approchantes se multiplient. Les messages véhiculés par la musique reflètent alors bien un fort espoir de sortir de la misère et de l'oppression omniprésentes.
En 1974 à la suite de la vague d'émigration aux États-Unis, la forte communauté de Jamaïcains installés à Brooklyn introduisent la culture des dancehalls. Mêlé au funk local, le dub donne vite une mixture ressemblant au rap et au hip-hop. Deux ans plus tard, en 1976, Bob Marley devient une superstar avec ses Wailers, après des années de galères et une collaboration avec Blackwell sur le label Island en 1974, qui l'a fait connaître du grand public. Les jamaïcains délaissent les DJ, préférant leur nouvelle idole. C'est l'âge d'or du reggae, tant du point de vue de la qualité que de la quantité et de l'innovation. Grande nouveauté, le reggae jusque-là très machiste se féminise et introduit aussi des sujets comme l'Afrique. La musique jamaïcaine s'exporte alors dans le monde entier.

### Années 1980
Les années 1960 qui enfantent du ska Jamaïcain refilent le bébé au Royaume-Uni des années 1980 où tout se joue désormais. En 1979, le ska revient au goût du jour grâce au fondateur des Specials, Jerry Dammers et son label britannique 2 Tone (avec les têtes de file The Specials, Madness, The Beat, The Selecter, Bad Manners…) qui réhabilite les esthétiques rude boy, mod et skinhead des années 1960. Il met son logo à la mode en Angleterre puis dans le monde entier : le damier noir et blanc, symbole d'unité entre les noirs et les blancs. Symbole aussi d'un désir de mettre fin à la haine raciale qui règne depuis des années dans le pays. Les groupes de musiciens ethniquement mixtes essaient de prôner l'unité raciale dans le Royaume-Uni déchirée avec des paroles plus engagées, mais ne peuvent empêcher les émeutes de 1981, à cause des difficultés des ghettos, des attaques fascistes, du chômage, des contrôles policiers, des émeutes raciales, du front national à son apogée, de la communautarisation des immigrés etc. Un pays en profonde crise.
En 1981 toujours, autre choc : Marley meurt le 11 mai. Les Blancs britanniques jouent eux aussi du reggae, comme UB40, Boy George et Culture Club, ce qui n'est pas du goût de Chris Blackwell qui le prend comme un manque de respect à Bob Marley. Il abandonne le créneau de la musique jamaïcaine. Le continent africain se met au reggae, avec comme précurseur Alpha Blondy. En 1985, les rythmiques numériques envahissent le son reggae et virent ragga. Le dub teinté de numérique influence fortement de nombreux artistes, ce qui produit la house music, la techno. La jungle apparaîtra même en 1994, jouée par des descendants jamaïcains qui accélèrent le rythme du reggae en lui ajoutant des sons numériques et d'autres éléments.
Le label Two-Tone, racheté par Chrysalis Records, s'effondre en 1985, ce qui n'empêche pas au damier de rester le symbole du ska à travers le monde. Après le raz-de-marée 2 tone, Gaz Mayall (fils de John Mayall des Bluesbreakers) relance le ska en 1986 avec son label Gaz Records. D'autres labels apparaissent également, tels que Ska records et Moon records aux États-Unis, Skank et Unicorn en Grande-Bretagne, Pork Pie en Allemagne, ainsi que des groupes tels que les Deltones, Potato 5 et The Trojans (le groupe de Gaz Mayall). Les concerts et les festivals de ska se multiplient, c'est l'époque cruciale du ska revival qui perdure bon an mal an jusqu'à aujourd'hui. Une date à retenir tout de même: 1989, c'est l'explosion du revival avec trois grands courants distincts : le courant allemand, une des scènes les plus productives encore actuellement, avec des groupes comme the Busters, Skaos, The Braces, No Sports, El Bosso und Die Ping Pongs… Un mélange de revival et de 2 Tone au rythme très soutenu et très rapide, avec 4 ou 5 cuivres par groupe. Vient ensuite le courant américain, avec certains groupes toujours présents comme The Toasters, Mighty Mighty Bosstones, Bim Skala Bim, Voodoo Glow Skulls… une scène fusion, caractérisée par un mélange détonnant de 2-tone, de hardcore, de funk et de punk, ce qui donne souvent un ska punk. Enfin, le courant international qui désire rester proche des racines jamaïcaines des années 1960 : les californiens de the Liquidators puis Jump With Joey et Hepcat ; the Trojans, Skaville Train, The Cosmics et 100 Men en Angleterre ; Dr. Ring Ding and the Senior Allstars en Allemagne ; Tokyo Ska Paradise Orchestra et Ska Flames au Japon, La Poupée vinyle, Les Frelons, Tchicky-Monky et La Marabunta en France.
Le ska revival est aussi appelé le « third-wave Ska » (en français, « troisième vague de ska »), les américains opérant cependant une dichotomie entre « third-wave » et « traditional » pour distinguer l'approche rock/2-Tone de l'approche sixties.

## Labels
Les labels notables du genre incluent : Trojan Records, Crash Disques, Epitaph Records, Fat Wreck Chords, Grover, Small Axe, Stomp Records, Studio 1, Blue Beat, 2 Tone Records.